# Carles el Gras
Carles el Gras o Carles III —Carolus Pinguis (llatí)— (Neudingen, 13 de juny de 839 - ídem, 13 de gener de 888) va ser rei carolingi de Frància Oriental des de 876, emperador d'Occident des del 881 i rei de la Frància Occidental des de 884.
Fill de Lluís el Germànic, va rebre el Regne d'Alamània en herència. Amb l'abdicació del seu germà Carloman obtingué el regne d'Itàlia, i fou coronat emperador el 881 pel Papa Joan VIII. L'any següent morí el seu altre germà Lluís, i amb els seus territoris reunificà el regne de la Frància Oriental del seu pare. Al morir sense descendència el seu cosí Carloman II, va heretar també tota la Frància Occidental, reunificant d'aquesta manera (encara que per poc temps) l'Imperi Carolingi.
La tradició historiogràfica el considera un monarca incapaç i despreocupat. Patia malalties constants i se sospita que podria haver estat epilèptic. Va ser deposat el 887 a la dieta de Trebur i va morir unes setmanes més tard.

## Malnom i número
El malnom de «Carles el Gras» (llatí Carolus Crassus) no és contemporani. Va ser utilitzat per primera vegada per l'Annalista Saxo (l'annalista saxó anònim) al segle XII. No hi ha cap referència contemporània a la mida física de Carles, però el malnom s'ha mantingut i és el nom comú en la majoria de llengües europees modernes (francès Charles le Gros, alemany Karl der Dicke, italià Carlo il Grosso).
El seu numeral és aproximadament contemporani. Reginó de Prüm, un contemporani de l'enregistrament de la seva mort de Carles, l'anomena Emperador Carles, tercer d'aquest nom i dignitat (en llatí Carolus imperator, tertius huius nominis et dignitatis).

## Biografia

### Joventut i herència
Carles era el més jove dels tres fills de Lluís el Germànic, primer rei de la França Oriental, i Emma de Baviera de la Casa de Welf. Es registra un incident de possessió demoníaca en la seva joventut, en què es diu que treia escuma per la boca abans de ser portat a l'altar de l'església. Això el va afectar molt a ell i al seu pare. Va ser descrit com: "... un príncep molt cristià, temorós de Déu, amb tot el cor guardant els seus manaments, obeint molt devotament les ordres de l'Església, generós en l'almoina, practicant incessantment l'oració i el cant, sempre intentant celebrar les lloances de Déu".
El 859, Carles va ser nomenat comte de Brisgòvia, una marca alamànica que limitava amb el sud de Lotaríngia. El 863, el seu germà gran, Carloman, es va revoltar contra el seu pare. L'any següent, Lluís el Jove va seguir Carloman en la revolta i Carles s'hi va unir. Carloman va rebre el govern sobre el Ducat de Baviera. El 865, Lluís el Vell es va veure obligat a dividir les terres que li quedaven entre els seus hereus: el Ducat de Saxònia (juntament amb el Ducat de Francònia i el Ducat de Turíngia) va anar a parar a Lluís, Alamània (el Ducat de Suàbia juntament amb Rècia) va anar a parar a Carles, i Lotaríngia es dividiria entre els dos més joves.
Quan, el 875, l’emperador Lluís II, que també era rei d'Itàlia, va morir després d'haver acordat amb Lluís el Germànic que Carloman el succeiria a Itàlia, Carles el Calb de la França Occidental va envair la península i es va fer coronar rei i emperador. Lluís el Germànic va enviar primer Carles i després el mateix Carloman, amb exèrcits que incloïen forces italianes sota el comandament de Berenger de Friül, el seu cosí, al regne italià. Aquestes guerres, però, no van tenir èxit fins a la mort de Carles el Calb el 877.
El 876, Lluís el Germànic va morir i l'herència es va dividir tal com s'havia previst després d'una conferència a Ries, tot i que Carles va rebre menys de la seva part de Lotaríngia del que estava previst. En les seves cartes, el regnat de Carles a Germània es data a partir de la seva herència el 876.

### Adquisició d'Itàlia

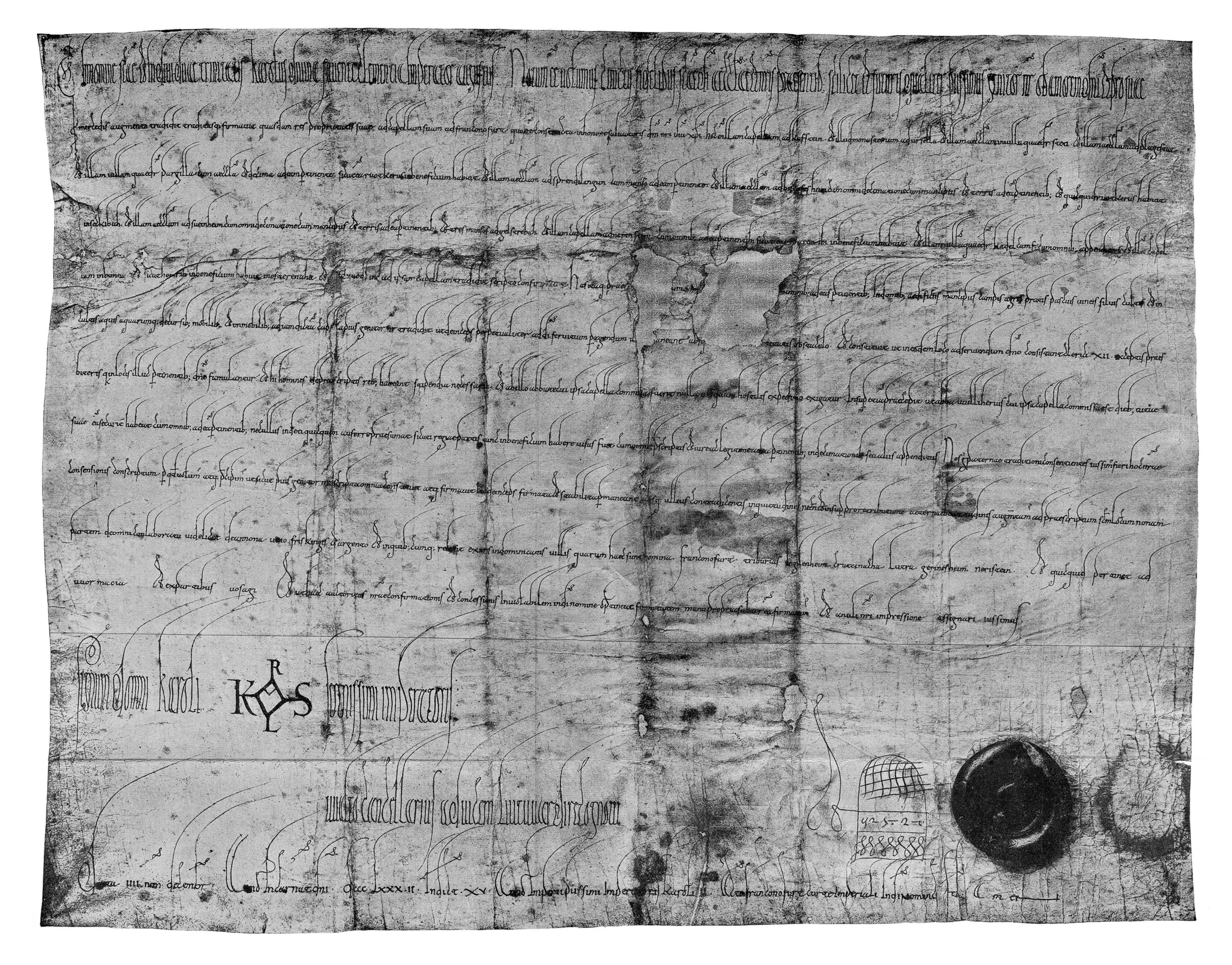
Carta de Carles III, 2 de desembre de 882

Tres germans van governar en cooperació i van evitar guerres per la divisió del seu patrimoni: un fet poc freqüent a l’alta edat mitjana. El 877, Carloman finalment va heretar Itàlia del seu oncle Carles el Calb. Lluís va dividir Lotaríngia i va oferir un terç a Carloman i un terç a Carles. El 878, Carloman va retornar la seva part de Lotaríngia a Lluís, que la va dividir a parts iguals amb Carles. El 879, Carloman va quedar incapacitat per un ictus i va dividir els seus dominis entre els seus germans: Baviera va anar a parar a Lluís i Itàlia a Carles. Carles va datar el seu regnat a Itàlia a partir d'aquest punt, i des de llavors va passar la major part del seu regnat fins al 886 al seu regne italià.
El 880, Carles es va unir a Lluís III de França i Carloman II, els reis conjunts de la França Occidental, en un setge fallit de Bosó de Provença a Vienne d'agost a setembre. La Provença, legalment part del regne italià des del 863, s'havia rebel·lat sota Bosó. L'agost del 882, Carles va enviar Ricard, duc de Borgonya i comte d'Autun, a prendre la ciutat, cosa que finalment va fer al setembre. Després d'això, Boso va quedar restringit a la rodalia de Vienne.

### Coronació imperial

L'Imperi sota Carles el 887

El 18 de juliol de 880, el papa Joan VIII va enviar una carta a Guiu II de Spoleto demanant pau, però el duc el va ignorar i va envair els Estats Pontificis. Joan va respondre implorant l'ajuda de Carles en la seva qualitat de rei d'Itàlia i va coronar Carles com a emperador el 12 de febrer de 881. Això va anar acompanyat d'esperances d'un renaixement general a l'Europa occidental, però Carles va resultar no estar a l'altura de la tasca. Carles va fer poc per ajudar contra Guiu II. Les cartes papals fins al novembre encara demanaven a Carles que actués.
Com a emperador, Carles va començar la construcció d'un palau a Sélestat, a Alsàcia. El va modelar a partir del Palau d'Aquisgrà, construït per Carlemany, a qui conscientment va intentar emular, tal com indica la Gesta Karoli Magni de Notker el Tartamut. Com que Aquisgrà estava situada al regne del seu germà, Carles va haver de construir un nou palau per a la seva cort a la seva pròpia base de poder a l'oest d'Alamània. Sélestat també estava més cèntrica que Aquisgrà.
El febrer del 882, Carles va convocar una dieta a Ravenna. El duc, l'emperador i el papa van fer la pau i Guiu i el seu oncle, Guiu III de Spoleto, van jurar retornar les terres papals. En una carta a Carles el març, Joan va afirmar que els vots no es van complir. El 883, Guiu de Camerino, ara duc de Spoleto com a Guiu III, va ser acusat de traïció en un sínode imperial celebrat a Nonantola a finals de maig. Va tornar a Spoleto i va fer una aliança amb els sarraïns. Carles va enviar Berenguer I d'Itàlia contra Guiu III. Berenger va tenir èxit inicialment fins que una epidèmia de malaltia, que va assolar tota Itàlia, afectant l'emperador i el seu seguici, així com l'exèrcit de Berenger, el va obligar a retirar-se.
El 883, Carles va signar un tractat amb Giovanni II Participazio, dux de Venècia, que garantia que qualsevol assassí d'un dux que fugis al territori de l'Imperi seria multat amb 100 lliures d'or i desterrat.

### Govern a la França Oriental

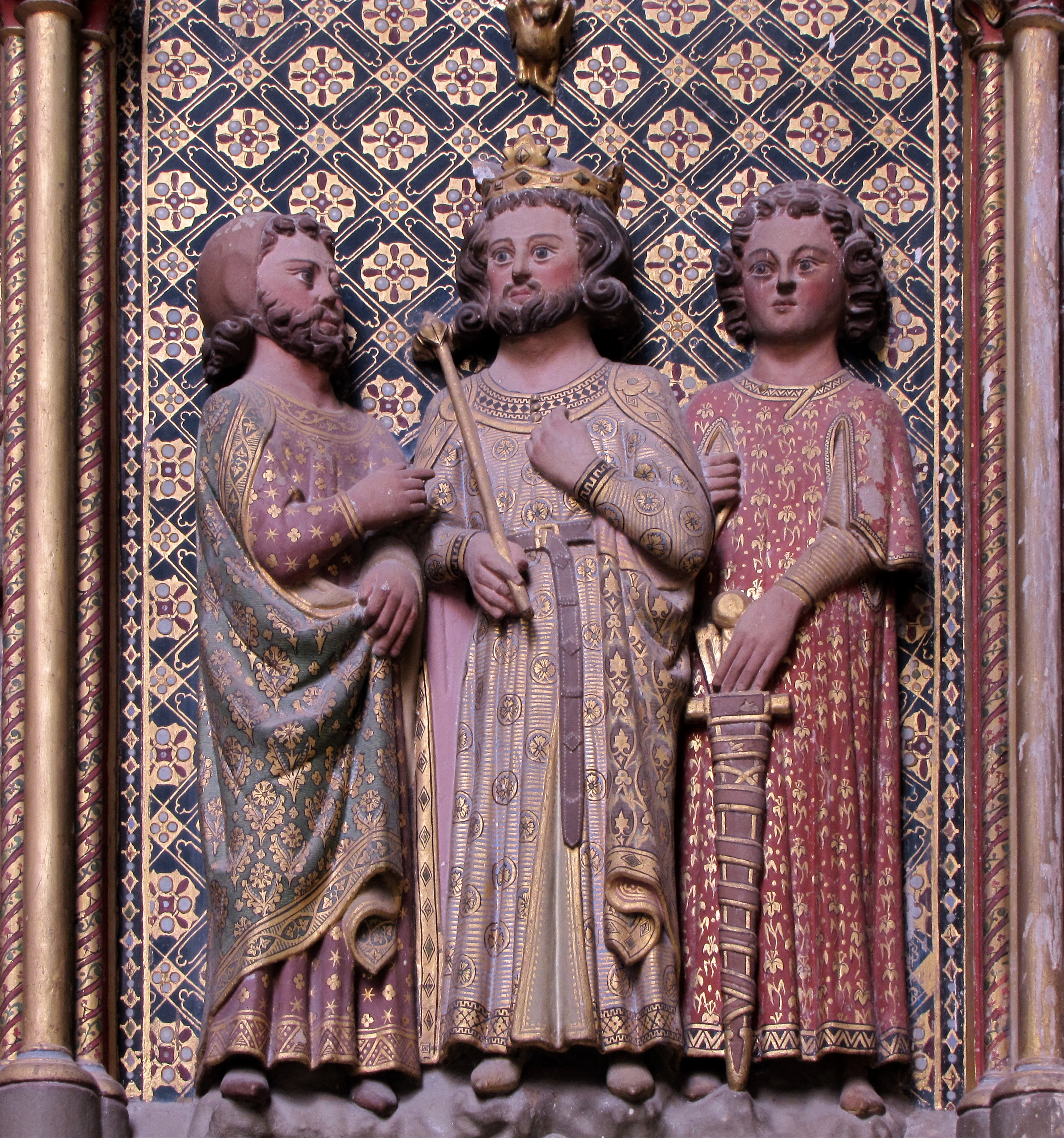
Carles en un relleu de gres del segle XIV, flanquejat per un escuder i un cavaller

A principis de la dècada del 880, les restes del Gran exèrcit pagà, derrotat per Alfred el Gran a la batalla d'Ethandun el 878, van començar a establir-se als Països Baixos. El germà de Carles , Lluís el Jove, s'hi havia oposat amb cert èxit, però va morir després d'una curta campanya el 20 de gener de 882, deixant el tron a Carles, que va reunificar tot el regne franc oriental.
Després de tornar d'Itàlia, Carles va celebrar una assemblea a Worms amb l'objectiu de tractar amb els vikings. Exèrcits de tota la França Oriental es van reunir a l'estiu sota el comandament d'Arnulf, duc de Caríntia, i Enric, comte de Saxònia. El principal campament viking va ser assetjat a Asselt. Carles va iniciar llavors negociacions amb els caps vikings Godfrid i Sigfred. Godfrid va acceptar el cristianisme i es va convertir en vassall de Carles. Estava casat amb Gisela, filla de Lotari II de Lotaríngia. Sigfred va ser subornat. Malgrat les insinuacions d'alguns historiadors moderns, cap relat contemporani va criticar les accions de Carles durant aquesta campanya. El 885, per por de Godfrid i del seu cunyat, Hug, duc d'Alsàcia, Carles va organitzar una conferència a Spijk, prop de Lobith, on el líder viking va caure en el seu parany. Godfrid va ser executat, i Hug va ser cegat i enviat a Prüm.
Del 882 al 884, la Guerra de Guillem va engolir la Marca de Panònia (més tard Marca Oriental de Baviera). Arnulf de Caríntia, nebot il·legítim de Carles, va fer una aliança amb el rebel Engelschalk II contra Aribó d'Àustria, el marcgravi nomenat per Carles per a la regió. Svatopluk I, governant de la Gran Moràvia, va acceptar ajudar Aribo i el 884 a Kaumberg va jurar fidelitat a Carles. Tot i que l'emperador va perdre els seus vassalls de la família Wilhelminer i la seva relació amb el seu nebot es va trencar, va guanyar nous aliats poderosos en el dux de Moravia i altres duces eslaus de la regió.

### Govern a la França Occidental

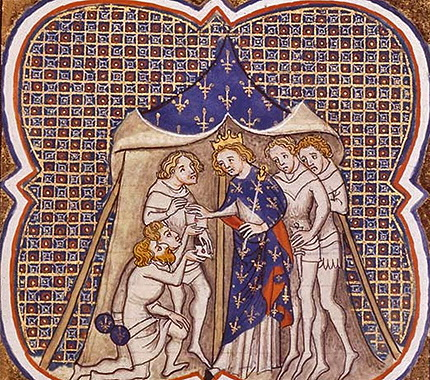
Carles el Gras rep l'oferta de regnat de dos ambaixadors de la França Occidental (de les Grans Cròniques de França, il·lustració de c. 1375–1379).

Quan Carloman II de França Occidental va morir el 12 de desembre de 884, els nobles del regne van convidar Carles a assumir el regnat. Carles va acceptar de bon grat, ja que era el tercer regne que queia a les seves mans. Segons la Crònica anglosaxona, Carles va succeir a tot el regne de Carloman excepte Bretanya, però això no sembla haver estat cert. És probable que Carles fos coronat per Geilo, bisbe de Langres, com a rex a la Gàl·lia el 20 de maig de 885 a Grand, als Vosges, al sud de la Lorena. Tot i que Geilo fins i tot va desenvolupar un segell especial dels francs occidentals per a ell, el govern de Carles a Occident sempre va ser molt distant i va deixar la majoria dels assumptes quotidians a l'alta noblesa.
Tot i que la França Occidental (la futura França) estava molt menys amenaçada pels vikings que els Països Baixos, va ser greument afectada. El 885, una enorme flota liderada per Sigfred va navegar pel Sena, per primera vegada en anys, i va assetjar París. Sigfred va tornar a exigir un suborn, però aquesta vegada Carles s'hi va negar. En aquell moment es trobava a Itàlia i Odó, comte de París, va introduir uns quants homes a través de les línies enemigues per demanar la seva ajuda. Carles va enviar Enric de Saxònia a París. El 886, quan la malaltia va començar a estendre's per París, el mateix Odó va anar a Carles per buscar suport. Carles va portar un gran exèrcit i va encerclar l'exèrcit de Rol·ló i va establir un campament a Montmartre. Tanmateix, Carles no tenia cap intenció de lluitar. Va enviar els atacants riu Sena amunt per devastar la Borgonya, que estava revoltada. Quan els vikings es van retirar de França la primavera següent, els va donar 700 lliures de plata promesa. El prestigi de Carles a França va disminuir considerablement.
Carles va emetre diverses cartes per a destinataris francs occidentals durant la seva estada a París durant i després del setge. Va reconèixer els drets i privilegis atorgats pels seus predecessors als receptors de la Marca Hispànica i la Provença, però especialment a Nèustria, on va tenir contacte amb Nantes en un moment en què el duc bretó Alan I era conegut per ser poderós al comtat de Nantes. És probable que Carles va concedir a Alan el dret a ser titulat rex; com a emperador hauria tingut aquesta prerrogativa i l'ús del títol per part d'Alan sembla legítim. Una carta datada entre el 897 i el 900 fa referència a l'ànima de Karolus, en nom del qual Alan havia ordenat que es resessin oracions al monestir de Redon. Probablement es tractava de Carles el Gras.

### Problemes de successió
Carles, sense fills pel seu matrimoni amb Ricarda, va intentar que Bernat, el seu fill il·legítim amb una concubina desconeguda, fos reconegut com a hereu el 885, però això va topar amb l'oposició d'uns quants bisbes. Va tenir el suport del papa Adrià III, a qui va convidar a una assemblea a Worms l'octubre del 885, però el papa va morir de camí, just després de travessar el riu Po. Adrià anava a destituir els bisbes que suposaven un obstacle a Carles, ja que dubtava que pogués fer-ho ell mateix, i així legitimar Bernat. Basant-se en l'actitud desfavorable mostrada pel cronista responsable de la continuació dels Annals fuldenses a Mainz, el principal dels oponents de Carles en aquest assumpte va ser probablement Liutbert, arquebisbe de Mainz. Com que Carles havia convocat els bisbes i comtes de la Gàl·lia, així com el papa, per reunir-se amb ell a Worms, és probable que tingués plans de fer de Bernat rei de Lotaríngia. Notker el Tartamut, que considerava Bernat com un possible hereu, va escriure a les seves Gestes de Carlemany:
| « | No us diré [Carles el Gras] d'aquest [el saqueig viking de l'Abadia de Prüm] fins que no vegi el vostre fill petit, Bernat, amb una espasa cenyida a la cuixa. | » |

Després del fracàs d'aquest primer intent, Carles va decidir intentar-ho de nou. Va fer inserir el terme proles (descendència) a les seves cartes (no ho havia estat en anys anteriors), en un probable intent de legitimar Bernard. A principis del 886, Carles es va reunir amb el nou papa Esteve V i probablement va negociar el reconeixement del seu fill il·legítim com a hereu. Es va planejar una assemblea per a l'abril i el maig de l'any següent a Waiblingen. El papa Esteve va cancel·lar la seva assistència prevista per al 30 d'abril de 887. No obstant això, a Waiblingen, Berenger, que després d'una breu disputa amb Liutward havia perdut el favor de l'emperador, va arribar a principis de maig del 887, va fer les paus amb l'emperador i va compensar les seves accions de l'any anterior dispensant grans regals.
Finalment, Carles va abandonar els seus plans per a Bernat i, en canvi, va adoptar Lluís de Provença com a fill seu en una assemblea a Kirchen al maig. Tanmateix, és possible que l'acord amb Lluís només fos dissenyat per generar suport al subregne de Bernat a Lotaríngia. Al juny o juliol, Berenger va arribar a Kirchen, probablement anhelant ser declarat hereu de Carles; de fet, és possible que rebés aquest nom a Itàlia, on va ser aclamat (o es va autoproclamar) rei immediatament després de la deposició de Carles. Odó, comte de París, podria haver tingut un propòsit similar en visitar Carles a Kirchen. D'altra banda, la presència d'aquests magnats en aquestes dues grans assemblees potser només va ser necessària per confirmar el fill il·legítim de Carles com a hereu (Waiblingen), un pla que va fracassar quan el papa es va negar a anar-hi, i després per confirmar Lluís en canvi (Kirchen).

## Família
|  |                       |  |  |  |  |  |  |  |  |  |  |  |  |  |  |  |
|  | Pipí el Breu          |  |  |  |  |  |  |  |  |  |  |  |  |  |  |  |
|  |                       |  |  |  |  |  |  |  |  |  |  |  |  |  |  |  |
|  |                       |  |  |  |  |  |  |  |  |  |  |  |  |  |  |  |
|  | Carlemany             |  |  |  |  |  |  |  |  |  |  |  |  |  |  |  |
|  |                       |  |  |  |  |  |  |  |  |  |  |  |  |  |  |  |
|  |                       |  |  |  |  |  |  |  |  |  |  |  |  |  |  |  |
|  | Bertrada de Laon      |  |  |  |  |  |  |  |  |  |  |  |  |  |  |  |
|  |                       |  |  |  |  |  |  |  |  |  |  |  |  |  |  |  |
|  |                       |  |  |  |  |  |  |  |  |  |  |  |  |  |  |  |
|  | Lluís el Pietós       |  |  |  |  |  |  |  |  |  |  |  |  |  |  |  |
|  |                       |  |  |  |  |  |  |  |  |  |  |  |  |  |  |  |
|  |                       |  |  |  |  |  |  |  |  |  |  |  |  |  |  |  |
|  | Hildegarda            |  |  |  |  |  |  |  |  |  |  |  |  |  |  |  |
|  |                       |  |  |  |  |  |  |  |  |  |  |  |  |  |  |  |
|  |                       |  |  |  |  |  |  |  |  |  |  |  |  |  |  |  |
|  | Lluís el Germànic     |  |  |  |  |  |  |  |  |  |  |  |  |  |  |  |
|  |                       |  |  |  |  |  |  |  |  |  |  |  |  |  |  |  |
|  |                       |  |  |  |  |  |  |  |  |  |  |  |  |  |  |  |
|  | Ermengarda de Hesbaye |  |  |  |  |  |  |  |  |  |  |  |  |  |  |  |
|  |                       |  |  |  |  |  |  |  |  |  |  |  |  |  |  |  |
|  |                       |  |  |  |  |  |  |  |  |  |  |  |  |  |  |  |
|  | Carles el Gras        |  |  |  |  |  |  |  |  |  |  |  |  |  |  |  |
|  |                       |  |  |  |  |  |  |  |  |  |  |  |  |  |  |  |
|  |                       |  |  |  |  |  |  |  |  |  |  |  |  |  |  |  |
|  | Welf                  |  |  |  |  |  |  |  |  |  |  |  |  |  |  |  |
|  |                       |  |  |  |  |  |  |  |  |  |  |  |  |  |  |  |
|  |                       |  |  |  |  |  |  |  |  |  |  |  |  |  |  |  |
|  | Emma d'Altdorf        |  |  |  |  |  |  |  |  |  |  |  |  |  |  |  |
|  |                       |  |  |  |  |  |  |  |  |  |  |  |  |  |  |  |
|  |                       |  |  |  |  |  |  |  |  |  |  |  |  |  |  |  |
|  | Hedwiga de Baviera    |  |  |  |  |  |  |  |  |  |  |  |  |  |  |  |
|  |                       |  |  |  |  |  |  |  |  |  |  |  |  |  |  |  |
|  |                       |  |  |  |  |  |  |  |  |  |  |  |  |  |  |  |

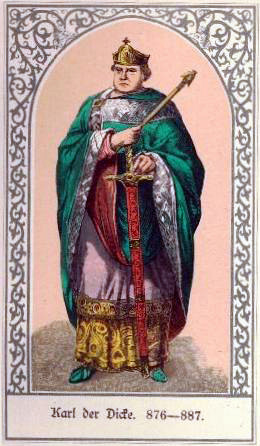
Il·lustració de Carles el Gras (s. XIX)

Carles es va casar l'any 862 amb Ricarda de Suàbia (vers 840 - vers 895). No van tenir descendència. L'únic fill conegut de Carles va ser Bernard (?- 891 o 892), fruit de la unió amb una concubina.

## Accés al tron d'Alamània
Carles era el més petit dels tres fills de Lluís el Germànic i la seva esposa Emma. Durant la seva joventut hi ha registrat un episodi de "possessió demoníaca", en el qual es conta que havia estat traient escuma per la boca fins que el van portar a l'altar de l'església.
L'any 859 Carles va ser nomenat Comte de Breisgau, una marca d'Alamània a la frontera sud del Regne de Lotaríngia. El 864 es va unir als seus dos germans en una revolta contra el seu pare per reclamar que repartís el poder entre els seus fills. El 865 Lluís el Germànic es veié obligat a dividir les seves terres entre els seus hereus: el fill gran Carloman rebria Baviera, el segon fill Lluís Saxònia (amb Francònia i Turíngia), i a Carles li corresponia Alamània (Suàbia més Rècia).
Quan el 875 va morir sense fills l'emperador Lluís II d'Itàlia, Lluís el Germànic va intentar fer valer l'acord que havia arribat amb ell perquè el seu fill gran Carloman el succeís. Però Carles el Calb de la Frància Occidental va ser més ràpid i va anar a Itàlia on es feu coronar rei i emperador. Lluís el Germànic va enviar Carles a Itàlia al capdavant d'un exèrcit, al que posteriorment s'hi afegí el mateix Carloman. Però no van ser capaços de guanyar el regne italià fins a la mort de Carles el Calb el 877.
L'any 876 Lluís el Germànic va morir i Carles es convertí a ple dret en rei d'Alamània. Contrastant amb les constants disputes entre parents havien estat la norma en la dinastia carolíngia, els tres germans van cooperar en el govern i no es qüestionaren les fronteres que havien heretat. Quan el 879 Carloman va patir un atac de feridura que l'obligà a abdicar, va repartir els regnes entre els seus germans i donà Baviera a Lluís i Itàlia a Carles.

## Rei d'Itàlia i Emperador
Carles es va establir a Itàlia i la convertí en la capital dels seus dominis. El 880 va unir-se als co-reis de Frància Occidental Lluís III i Carloman II per posar setge al Comtat de Viena, en mans de Bosó V de Provença.
El juliol del 880 el Papa Joan VIII va demanar ajuda a Carles per defensar-se de Guiu II de Spoleto, que estava envaint els estats pontificis. Per agrair la seva ajuda, el Papa va coronar-lo emperador el 12 de febrer de 881.

## Rei de Frància Oriental

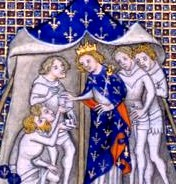
Carles el Gras, representat amb la flor de lis com a rei francès, a les Grandes Chroniques de France

El 876 el seu germà Lluís el Jove mentre es dirigia a combatre els vikings que s'havien establert als Països Baixos, va morir i Carles heretà Saxònia i Baviera. D'aquesta manera recuperava la totalitat dels territoris de la Frància Oriental que havien estat del seu pare, a més del regne d'Itàlia i el títol imperial. Carles va liderar els seus exèrcits per combatre els vikings i va entrar en negociacions amb els seus capitosts, als qui va pagar diners perquè marxessin.

## Rei de Frància Occidental
Carloman II de Frància Occidental va morir el desembre de 884, com ho havia fet el seu germà Lluís dos anys abans. Com que cap dels dos havia tingut fills, els nobles van convidar Carles a acceptar el tron. Va ser coronat rex in Gallia el 20 de maig de 885.
El 885 va haver de fer front a una nova incursió vikinga. El capitost Sigfrid havia navegat a través del curs del Sena i havia posat setge a París, exigint un altre tribut a canvi de tornar enrere. Aquest cop Carles no va acceptar i després d'un any de setge, es va dirigir amb el seu exèrcit cap a París. Va arribar a encerclar els homes de l'oficial viking Rol·ló, però va evitar l'enfrontament i va acabar pagant set-centes lliures de plata als vikings perquè marxessin. Aquestes accions van afectar molt el prestigi de Carles, especialment al regne occidental.

## Deposició, mort i successió
L'any 887 la popularitat de Carles es trobava als moments més baixos. Era percebut com a covard i incompetent, i a més a més no tenia fills legítims. Els seus intents de nomenar hereu el fill bastard que havia tingut amb una concubina van trobar-se amb l'oposició dels bisbes i Carles va haver de claudicar. Aquell estiu va rebre els seus parents, el comte de París Odó i el margravi de Friül Berenguer, per discutir la seva successió.
El mateix any la seva cosina Ermengarda, filla de Lluís II d'Itàlia i vídua de Bosó V de Provença, va portar el seu fill Lluís a la cort. Carles el va confirmar com a hereu de Provença, i és possible que pensés nomenar-lo successor al capdavant de l'Imperi. Però aleshores van arribar notícies que el seu nebot Arnulf de Caríntia havia aplegat un exèrcit i volia aconseguir el control de Germània. Tot i que els alamans es van mantenir fidels a Carles, el regne oriental es va col·lapsar. Carles, que havia tornat a patir atacs de la seva malaltia, va ser declarat incapaç per governar i fou obligat a abdicar el 17 de novembre de 887. Es va retirar a Suàbia, on va morir sis setmanes després, el 13 de gener de 888.
Amb la seva deposició i mort l'Imperi Carolingi es va desintegrar definitivament. Va ser succeït per Odó a la Frància Occidental, Arnulf de Caríntia a la Frància Oriental, Berenguer de Friul a Itàlia, i Rodolf a Borgonya. El títol imperial va quedar uns anys vacant.